# Antithyroïdien
Les médicaments antithyroïdiens comprennent des thioamides (synonyme thiourées), de l'iode en général et de l'iode radioactif.

## Les thioamides
Les thioamides (synonyme thiourées) restent le traitement de base de l’hyperthyroïdie dans la maladie de Graves-Basedow, mais moins en cas d'adénome toxique et encore moins dans le goitre multinodulaire toxique. 
L'utilisation d'antithyroïdiens pendant la grossesse est parfois nécessaire, mais un tel traitement doit être prescrit par un médecin spécialiste, entre autres vu le risque de goitre chez l'enfant. 
- carbimazole ayant comme métabolite actif le thiamazole
- propylthiouracile